# Monopólio da violência
A expressão monopólio da violência (do alemão Gewaltmonopol des Staates) refere-se à definição de Estado exposta por Max Weber em A política como vocação (Politik als Beruf), conferência proferida na Universidade de Munique em 1918, e publicada em 1919.
Neste ensaio, Weber fundamenta uma definição de Estado que se tornou clássica para o pensamento político ocidental, atribuindo-lhe o monopólio do uso legítimo da força física dentro de um determinado território, da coerção.
Assim, uma única entidade, que é o Estado, pode exercer a autoridade, com o uso da violência, sobre determinado território, sendo que o território é também uma característica do Estado. Tal monopólio, segundo o autor, pressupõe um processo de legitimação. Esse é um princípio de todos os Estados modernos.  Portanto, o Estado soberano moderno se define pelo monopólio do uso da força legítima.
O monopólio da violência legítima significa que o emprego da coerção é função de exclusiva competência de certos agentes do Estado - de uma organização ou de uma "máquina" institucional - e não de outros agentes da sociedade.